# (3020) Naudts
(3020) Naudts (1949 PR; 1931 TG4; 1977 SJ3; 1977 TR6; 1984 EE) ist ein ungefähr zwölf Kilometer großer Asteroid des mittleren Hauptgürtels, der am 2. August 1949 vom deutschen (damals: Bundesrepublik Deutschland) Astronomen Karl Wilhelm Reinmuth an der Landessternwarte Heidelberg-Königstuhl auf dem Westgipfel des Königstuhls bei Heidelberg (IAU-Code 024) entdeckt wurde.

## Benennung
(3020) Naudts wurde nach dem belgischen Amateurastronomen Ignace Naudts (1949–1992) benannt, der die monatliche Zeitschrift Heelal der flämischen Organisation Vereniging voor Sterrenkunde herausgab. Sein Interesse galt Satelliten von Planeten sowie Planetenringen. Die Benennung wurde vom belgischen Amateurastronomen Christian Steyaert vorgeschlagen und von den deutschen Astronomen Gerhard Klare und Lutz D. Schmadel unterstützt.